# Салехард
Салехард (на руски: Салеха́рд; на хантийски: Пуӆңават) е град в Русия, административен център на Ямало-Ненецки автономен окръг в Тюменска област, Уралски федерален окръг. Населението на града през 2018 година е 49 214 души. Смята се, че това е единственият град в света, разположен точно на Северния полярен кръг. В града е разположено летище Салехард.

## История
Селището е основано през 1595 г. като крепост Обдорск. Това е била най-северната крепост в Сибир. През 1635 г. се нарича Обдорски пост и вече е имал постоянно население. През 1807 г. крепостните стени са премахнати – остава село. През 1923 г. село Обдорск е провъзгласено за административен център на Обдорски район в Уралската област. През 1930 г. става център на Ямало-Ненецки автономен окръг. На 20 юни 1933 г. получава статут на районно селище и е преименуван на Салехард (от ненецки: Сале-Хард – „селище на носа“), а на 27 ноември 1938 г. получава статут на град. Салехард е бил място на заточение както по царско, така и по съветско време. След Октомврийската революция тук са създадени три лагера, където са държани около 6500 затворници, заради тяхната вяра в Бог. В периода 1949 – 1953 г. в опит да се построи жп линия от Салехард до Игарка измират хиляди затворници от ГУЛАГ.

## Население
| 1897   | 1939   | 1959   | 1967   | 1970   | 1979   | 1989   | 1992   |
| ------ | ------ | ------ | ------ | ------ | ------ | ------ | ------ |
| 500    | 12 800 | 16 567 | 19 000 | 21 929 | 24 935 | 32 334 | 30 600 |
| 1996   | 1998   | 2002   | 2005   | 2007   | 2009   | 2010   | 2011   |
| 29 600 | 30 500 | 36 827 | 38 300 | 40 300 | 42 542 | 42 544 | 42 748 |
| 2012   | 2013   | 2014   | 2015   | 2016   |        |        |        |
| 44 334 | 46 650 | 47 931 | 48 313 | 48 467 |        |        |        |

### Етнически състав
Към 2010 г. населението на Салехард е представено от:
| руснаци (61.27%) татари (8.5%) украинци (5.8%) ханти (3.08%) ненци (2.83%) коми (2.56%) киргизи (0.96%) немци (0.83%) беларуси (0.74%) кумики (0.65%) други (12.78%) |

## География
Разположен е на Полуйската възвишеност в Западносибирската равнина, при вливането на р. Полуй в р. Об. От другата страна на Об се намира гр. Лабитнанги.

### Климат
Градът се намира в зона на субарктичен климат. Средната годишна температура е -5,7 °C, средната влажност на въздуха е 80%, а средните годишни валежи възлизат на около 454 mm. Устойчива снежна покривка има 200 дни в годината. От 7 юни до 7 юли в Салехард се наблюдава полярен ден, когато Слънцето не се скрива под хоризонта. Въпреки ниските температури в града, той разполага с плаж, който се използва от жителите по времето на кратките летни жеги.
| Климатични данни за Салехард          | Климатични данни за Салехард | Климатични данни за Салехард | Климатични данни за Салехард | Климатични данни за Салехард | Климатични данни за Салехард | Климатични данни за Салехард | Климатични данни за Салехард | Климатични данни за Салехард | Климатични данни за Салехард | Климатични данни за Салехард | Климатични данни за Салехард | Климатични данни за Салехард | Климатични данни за Салехард |
| Месеци                                | яну.                         | фев.                         | март                         | апр.                         | май                          | юни                          | юли                          | авг.                         | сеп.                         | окт.                         | ное.                         | дек.                         | Годишно                      |
| Абсолютни максимални температури (°C) | 3,5                          | 3,3                          | 7,3                          | 15,5                         | 24,5                         | 31,6                         | 32,9                         | 29,9                         | 24,8                         | 18,2                         | 7,0                          | 4,1                          | 32,9                         |
| Средни максимални температури (°C)    | −18,8                        | −18,5                        | −9,9                         | −4                           | 3,7                          | 14,3                         | 19,7                         | 15,7                         | 8,8                          | −0,2                         | −11,3                        | −16,2                        | −1,4                         |
| Средни температури (°C)               | −23,2                        | −22,9                        | −14,9                        | −9,1                         | −0,5                         | 9,5                          | 14,8                         | 11,4                         | 5,3                          | −3                           | −15,3                        | −20,7                        | −5,7                         |
| Средни минимални температури (°C)     | −27,8                        | −27,4                        | −19,9                        | −14                          | −4,2                         | 5,2                          | 10,0                         | 7,3                          | 2,2                          | −6                           | −19,5                        | −25,2                        | −9,9                         |
| Абсолютни минимални температури (°C)  | −51,3                        | −53,7                        | −47,4                        | −38,7                        | −30,8                        | −11                          | −1                           | −5,5                         | −9,6                         | −35,7                        | −47,1                        | −51,5                        | −53,7                        |
| Средни месечни валежи (mm)            | 23                           | 19                           | 21                           | 26                           | 37                           | 51                           | 65                           | 69                           | 42                           | 46                           | 28                           | 27                           | 454                          |
| ------------------------------------- | ---------------------------- | ---------------------------- | ---------------------------- | ---------------------------- | ---------------------------- | ---------------------------- | ---------------------------- | ---------------------------- | ---------------------------- | ---------------------------- | ---------------------------- | ---------------------------- | ---------------------------- |
| Източник: Погода и Климат             |                              |                              |                              |                              |                              |                              |                              |                              |                              |                              |                              |                              |                              |

## Икономика
Ямалия е най-важният източник на природен газ за Русия. Компанията Новатек е вторият по големина доставчик на природен газ в страната и нейната централа се намира в Салехард. Развит е риболовът.

### Транспорт
Градът е свързан с ферибот (през лятото) и зимна магистрала (през зимата) до жп станция Лабитнанги.
През 1949 – 1953 г. Салехард е една от основните точки, за трансполярно строителството на магистрали.
В града има речно пристанище (превоз на пътници до Ханти-Мансийск, Омск и селата по бреговете на Об) и летището.
Строи се автомобилен път Салехард – Надим, а главата му част Салехард – Аксарка вече е построен.
Планира се строителство на железопътни линии Салехард – Надим и Полуночное – Обская – Салехард. Има планове и за мост над Об, който да свърза Салехард с Лабитнанги.

## Побратимени градове
- Азов, Русия